# 尖吻美洲鱥
尖吻美洲鱥（學名：Notropis oxyrhynchus），為輻鰭魚綱鯉形目雅羅魚科的其中一種，被IUCN列為易危保育類動物，分布於北美洲美國德克薩斯州布拉索斯河流域上游，為特有種，本魚呈長橢圓形且側扁，眼大、口近下位，體呈銀色，體中央有一條淡色的縱紋，從鰓部延伸至尾部，體長可達9.5公分，棲息沙泥底質的溪流底中層水域，以小型無脊椎動物為食，生活習性不明。